# 顺河区
顺河区，中国旧区名。1968年由开封市红卫区改置。在今河南省开封市区中部偏东。1972年复设顺河回族区。 